# Caiuajara
Caiuajara es un género extinto de pterosaurio tapejárido que vivió durante el Cretácico Superior en lo que ahora es Brasil. Es conocido solo a partir de la especie tipo, Caiuajara dobruskii.

## Descubrimiento

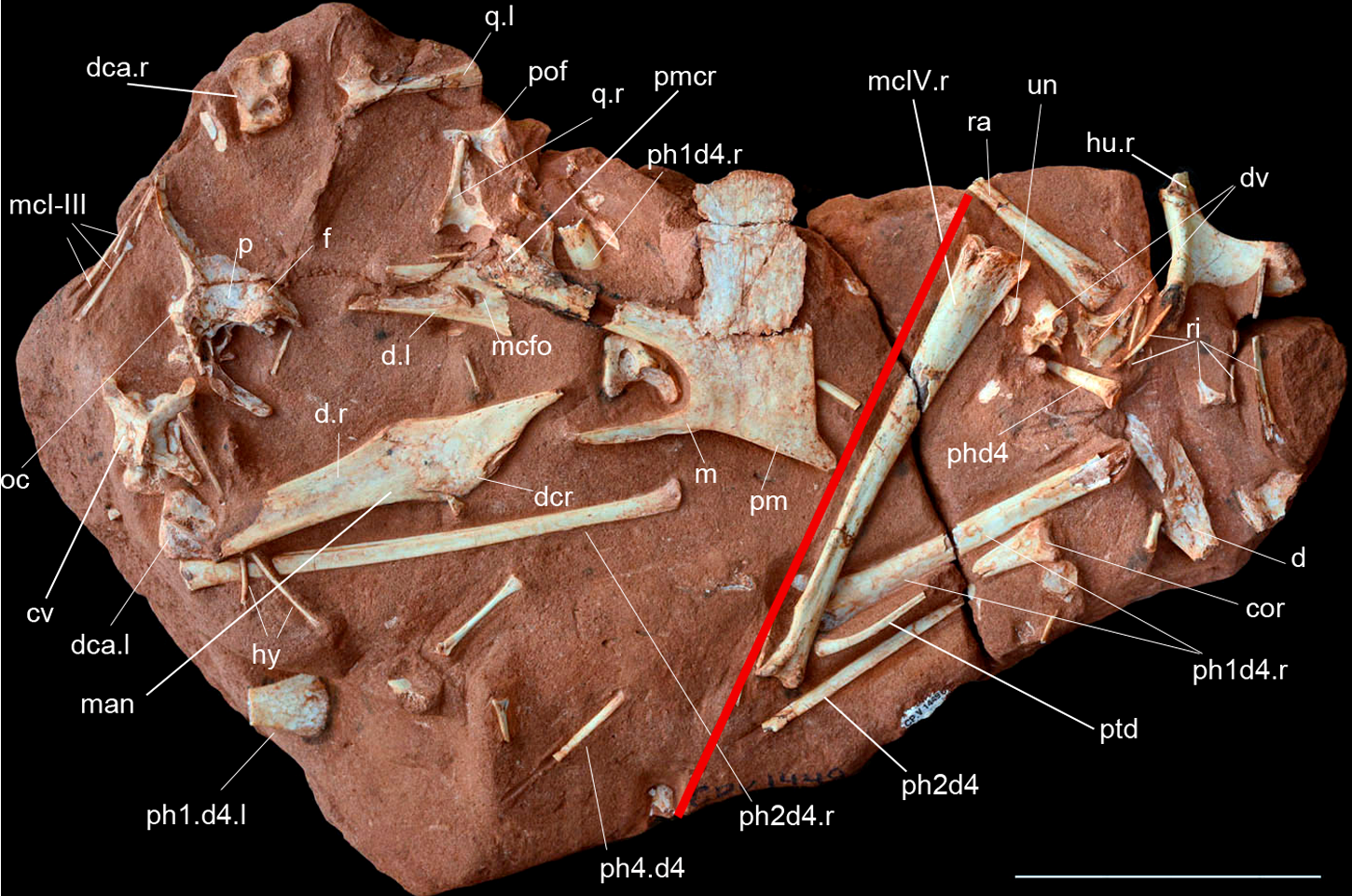
Especímenes holotipo y paratipo.

En 1971, los jornaleros Alexandre Dobruski y su hijo João Gustavo Dobruski encontraron fósiles de pterosaurios en un campo cercano a Cruzeiro do Oeste en el sur de Brasil, en el estado de Paraná. Estos hallazgos fueron puestos en conocimiento de los paleontólogos Paulo C. Manzig y Luiz C. Weinschütz en 2011.
En 2014, la especie tipo Caiuajara dobruskii fue nombrada y descrita por Paulo Manzig, Alexander Kellner, Luiz Weinschütz, Carlos Fragoso, Cristina Vega, Gilson Guimarães, Luiz Godoy, Antonio Liccardo, João Ricetti y Camila de Moura. El nombre del género se refiere a la unidad geológica Grupo Caiuá y al género relacionado Tapejara. El nombre de la  especie, "dobruskii", es en homenaje de sus descubridores.
El holotipo, CP.V 1449, fue hallado en una capa de arenisca de la Formación Goio-Erê, cuya edad es incierta; quizás data del Coniaciense-Campaniense, hace aproximadamente 87 millones de años. Consiste de un esqueleto parcial que incluye el cráneo, la mandíbula, vértebras del cuello y elementos de las alas. Cientos de huesos han sido descubiertos, concentrados en varios lechos de huesos, y representan al menos a cuarenta y siete individuos, aunque es probable que haya muchos más. Los huesos se han preservado en tres dimensiones, sin comprimir, pero muy raramente articulados. La mayoría de los individuos encontrados son jóvenes, los animales adultos son escasos. Los mejores especímenes han sido asignados como paratipos, y los más fragmentarios han sido referidos.

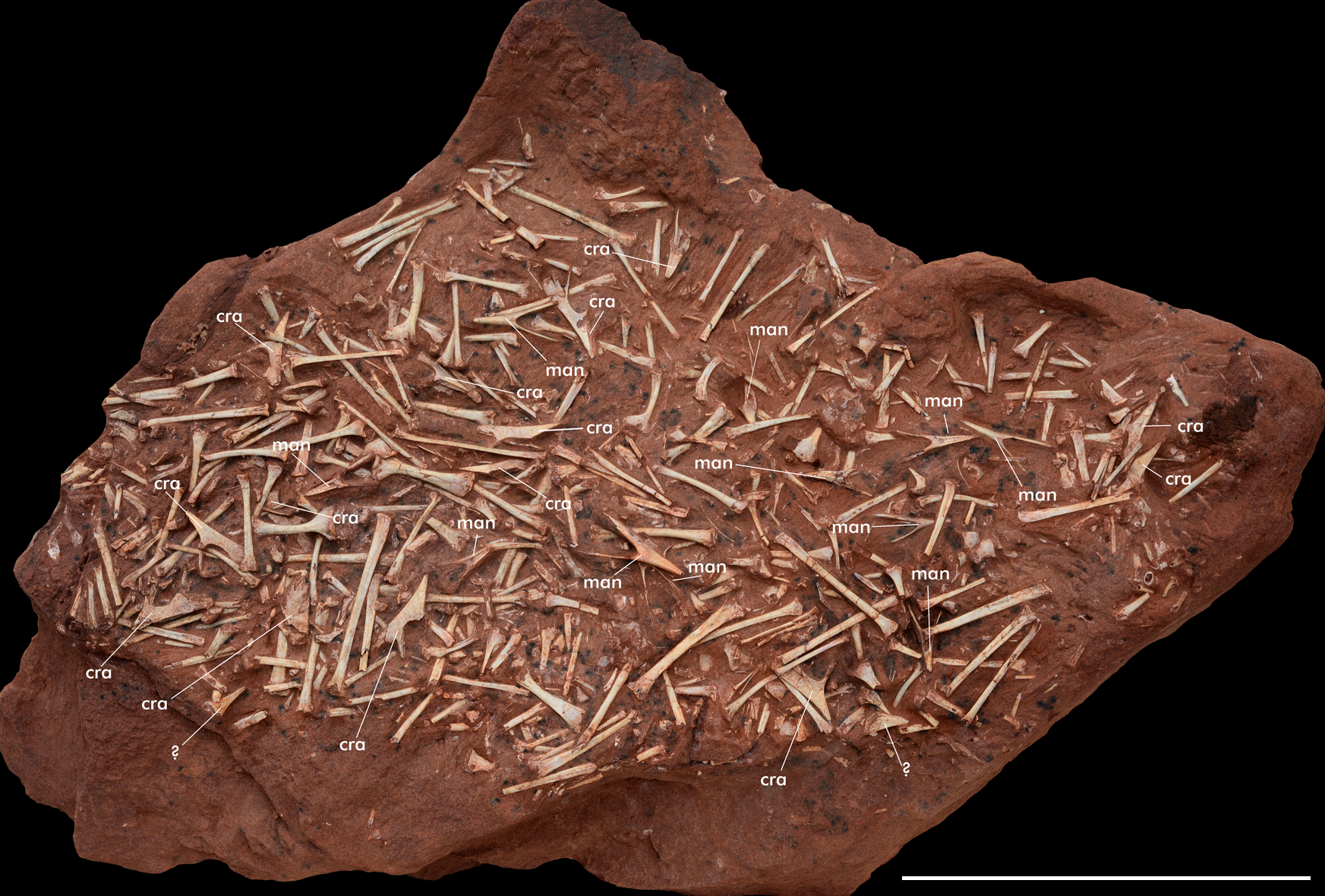
Imagen de los cientos de huesos, incluyendo 14 cráneos parciales.

Los paratipos son: CP.V 865: un hocico, parte posterior de la mandíbula, el yugal derecho, vértebras, costillas y metatarsos; CP.V 867: un hocico y huesos de las extremidades; CP.V 868: un hocico, elementos del ala y del resto del postcráneo; CP.V 869: una columna vertebral, el brazo derecho, coracoides, esternón, falanges del ala, gastralia, elementos pélvicos y un fémur derecho; CP.V 870: una cintura escapular con los húmeros; CP.V 871: una cintura escapular con elementos del brazo derecho; CP.V 872: un esqueleto parcial que incluye el cráneo, mandíbulas, el brazo derecho, vértebras del cuello y elementos adicionales de las extremidades; CP.V 873: un hocico y falanges de dedos de las alas; CP.V 999: un cráneo parcial; CP.V 1001: una losa con un cráneo parcial, mandíbulas y elementos postcraneales de al menos tres individuos; CP.V 1003: un cráneo parcial y una sínfisis; CP.V 1004: un hocico; CP.V 1005: un cráneo parcial con cresta y mandíbulas completas; CP.V 1006: un cráneo crestado parcial sin el hocico combinado con elementos postcraneales; CP.V 1023: un hocico con postcráneo; CP.V 1024: un cráneo y postcráneo de al menos tres individuos; CP.V 1025: un fémur; CP.V 1026: un fémur; CP.V 1450: una losa que contiene al menos catorce juveniles; CP.V 2003: un cráneo con mandíbulas y elementos del ala articulados; UEPG/DEGEO/MP-4151: una losa con dos cráneos y postcráneo; y UEPG/DEGEO/MP-4152: un hocico con postcráneo.
Muchos de los especímenes son parte del Centro Paleontológico de la Universidade do Contestado.

## Descripción

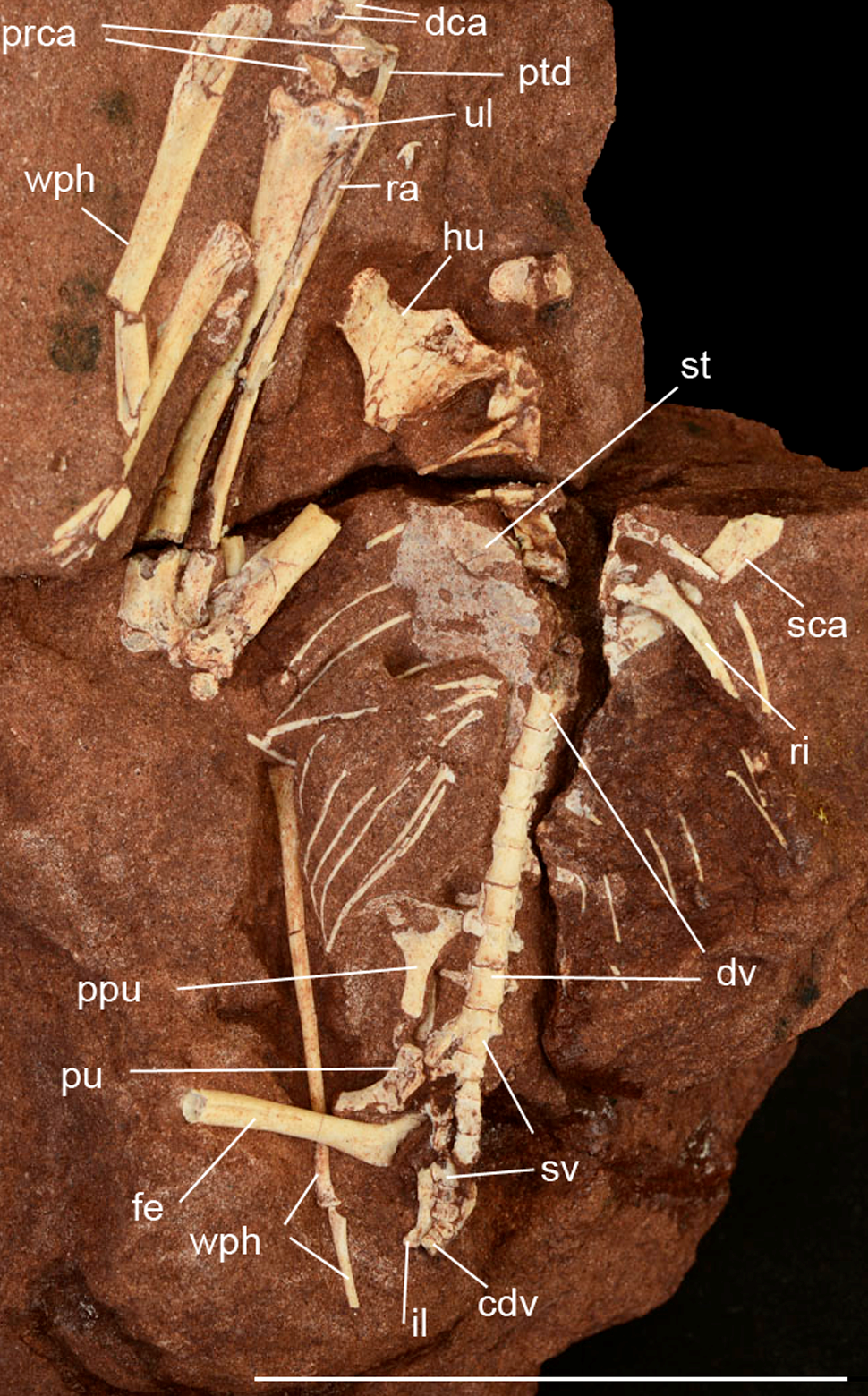
Esqueleto parcial articulado.

Los mayores individuos de Caiuajara tenían una envergadura estimada en 2.35 metros. Esta especie tenía una gran cabeza sin dientes y en los individuos adultos, una enorme cresta algo parecida a la aleta de un tiburón sobre su hocico.

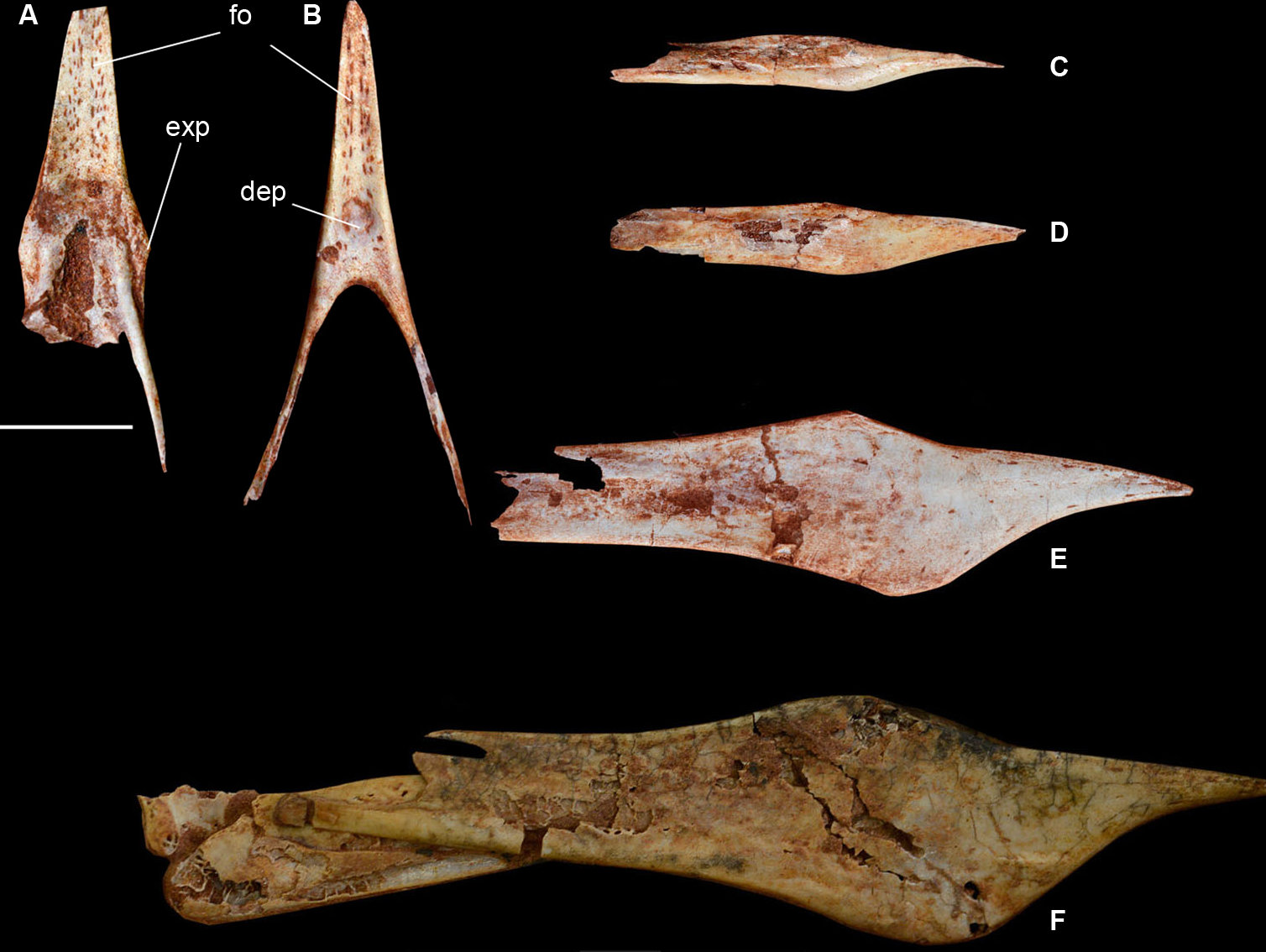
Mandíbulas.

Los autores de su descripción establecieron varios rasgos únicos distintivos, o autapomorfias. La punta del hocico se orienta notablemente hacia abajo, en ángulos de 142 a 149°, en relación con el borde de la mandíbula superior. Los ramos posteriores ascendentes de los premaxilares en su línea media forman un alargado borde óseo que se proyecta bajo la fenestra nasoanteorbital, la gran abertura craneana a cada lado del hocico. En el extremo superior cóncavo de la sínfisis, la parte frontal en que se fusionan las mitades de la mandíbula, se halla una depresión redondeada. El borde frontal exterior del hueso cuadrado muestra un surco longitudinal. Bajo la parte frontal de la fenestra nasoanteorbital, se halla una depresión en el borde superior del maxilar.
Adicionalmente, Caiuajara muestra una combinación única de rasgos que por sí mismos no son únicos. El borde inferior de la órbita ocular es redondeada. En su punto de máxima oclusión, la brecha entre el maxilar y la mandíbula es más amplia que en otros tapejáridos. El hueso pteroide en su superficie inferior muestra una notoria depresión que carece de una abertura neumática.

## Filogenia
Caiuajara fue asignado a la familia Tapejaridae, y más precisamente a la subfamilia Tapejarinae. Es posiblemente el taxón hermano de Tupandactylus. En 2014, Caiuajara era el tapejárido conocido geológicamente más reciente y el situado más al sur. Esta expansión de su rango geográfico sugiere que los tapejáridos tenían una distribución global.

## Paleobiología

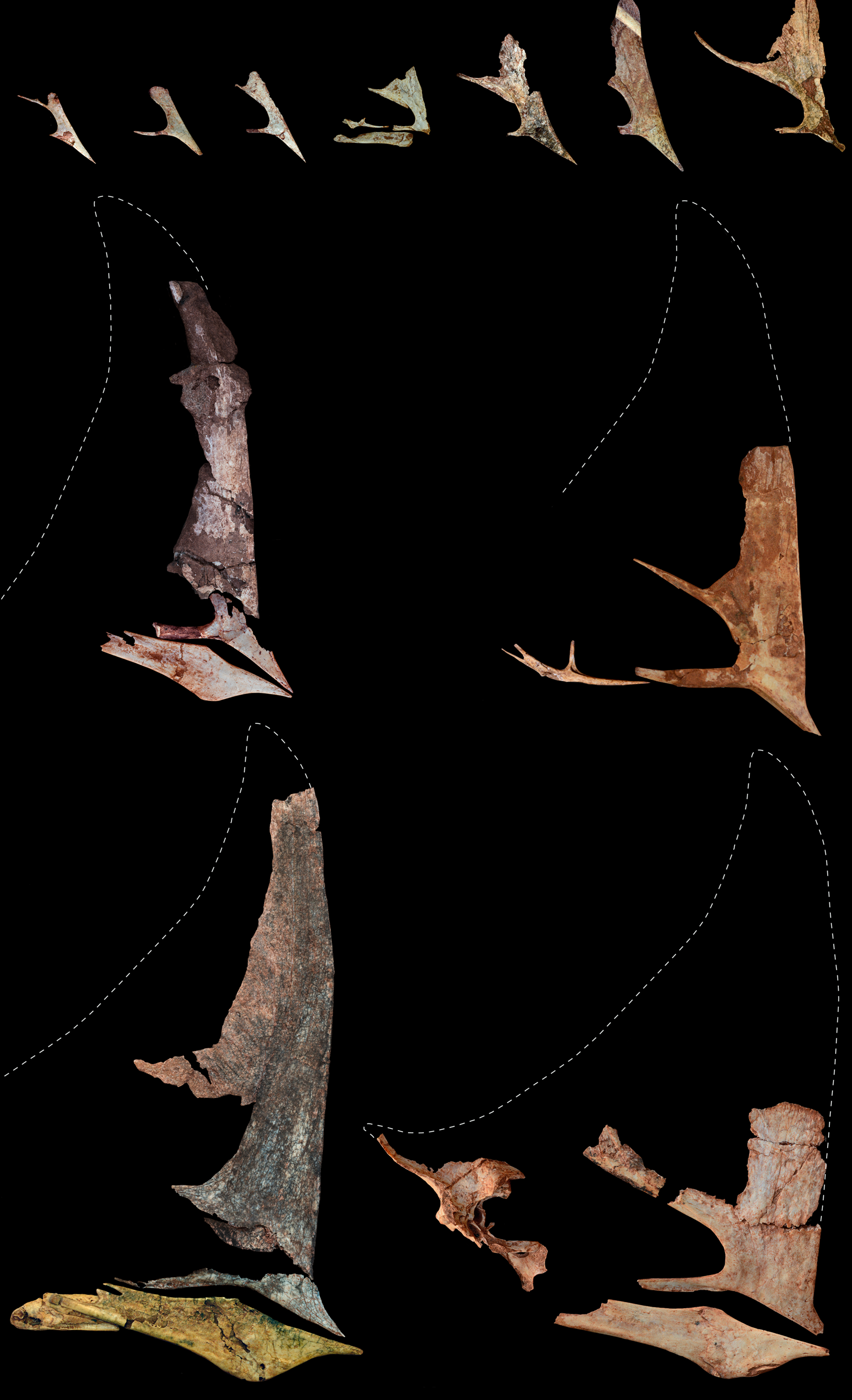
Cráneos de diferentes etapas de crecimiento.

El hábitat de Caiuajara era un desierto con dunas. Las capas en las cuales se hallaron los fósiles fueron depositadas en un lago en el desierto; probablemente los huesos quedaron expuestos en la superficie alrededor del lago por un tiempo y luego las tormentas los llevaron hasta el lago, en donde se hundieron hasta el fondo. Posiblemente las mismas tormentas causaron que muchos individuos murieran juntos; esto también pudo ocurrir debido a las sequías. Una sucesión de capas muestra que el lago era probablemente habitado por los pterosaurios por un largo tiempo, aunque también es posible que visitaran el lago durante migraciones regulares. Plantas fósiles — se cree generalmente que los tapejáridos eran herbívoros — no han sido encontradas, por lo que no hay indicadores directos de su fuente de alimentos.

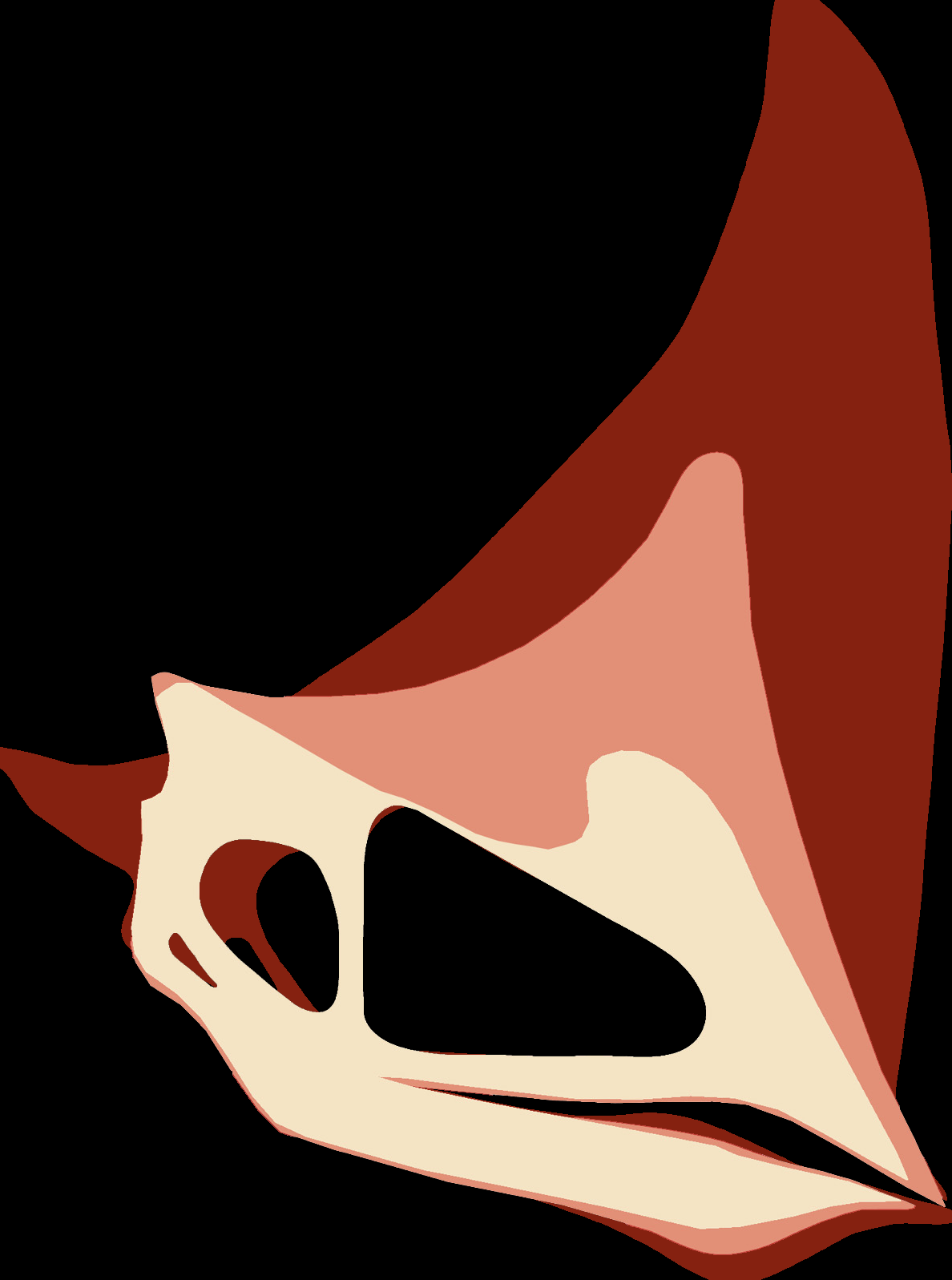
Reconstrucción de la silueta del cráneo desde ejemplares juveniles (en color brillante) a adultos (color oscuro).

Las grandes concentraciones de fósiles, solo igualadas por el género argentino Pterodaustro, son considerados por los autores como prueba de un estilo de vida gregario. Los numerosos especímenes también permitieron determinar la serie de crecimiento, la primera secuencia ontogénica conocida para una especie de pterosaurio de la que se sabe con certeza que realmente representa una sola especie. Esta muestra que los individuos jóvenes, cuyos menores especímenes tenían una envergadura de sesenta y cinco centímetros, generalmente tenían las mismas proporciones corporales que los adultos, indicando que eran precoces, pudiendo volar casi tan pronto como salían del huevo; el cuidado parental debió haber sido limitado. Sin embargo, la cresta del hocico cambiaba bastante durante el crecimiento. Se volvía más alta y también desarrollaba una inclinación más pronunciada. En la parte posterior del cráneo se desarrollaba una proyección adicional. No se han hallado especímenes que carezcan de la cresta, lo que indica que Caiuajara en este aspecto no era sexualmente dimórfico y cuestiona la hipótesis de que los pterosaurios normalmente presentaban dicho dimorfismo.